# Дувр (Эн)
Дувр (фр. Douvres) — коммуна во Франции, находится в регионе Рона — Альпы. Департамент коммуны — Эн. Входит в состав кантона Амберьё-ан-Бюже. Округ коммуны — Белле.
Код коммуны — 01149.

## Население
Население коммуны на 2010 год составляло 962 человека.
| 1962 | 1968 | 1975 | 1982 | 1990 | 1999 | 2010 |
| ---- | ---- | ---- | ---- | ---- | ---- | ---- |
| 267  | 254  | 298  | 534  | 606  | 646  | 962  |